# Stéphane Distinguin
Pour les articles homonymes, voir Distinguin.
Stéphane Distinguin est un entrepreneur français né le 14 juillet 1973 à Noisy-le-Grand.
Il est le fondateur et président de Fabernovel.

## Rôle dans la scène tech française
Diplômé d’ESCP Europe en 1997, Stéphane Distinguin rejoint la même année le cabinet Deloitte et participe en 1999 à la création d’Up&Up, fonds d’investissement “early stage”.
Il crée en 2003 l’agence d’innovation Fabernovel,, aujourd’hui devenue internationale et spécialisée dans la création de produits et de services numériques.
Avec cette société, Stéphane Distinguin lance aussi des start-up telles que Digitick ou Bureaux à Partager avec Clément Alteresco, et Urban Campus.
De 2004 à 2010, Stéphane Distinguin a été président de Silicon Sentier, aujourd’hui Numa. Il est à l’origine de La Cantine, premier coworking en Europe et lieu d’accueil, d’échange et de partage pour les acteurs de l’écosystème parisien et Le Camping, un des premiers accélérateurs de start-up au monde.
De par ses fonctions, il a participé au lancement en France de nouveaux formats d’événements et rencontres tels que les BarCamps, les MobileMondays, les CleanTuesdays, TEDx Paris, ou encore les API days.
De 2013 à 2016, Stéphane Distinguin est membre du Conseil national du numérique.
De 2013 à 2019, Stéphane Distinguin est président de Cap Digital, pôle de compétitivité et de transformation numérique réunissant plus de 1 000 entreprises et laboratoires.
En 2015, Stéphane Distinguin est missionné avec François-Xavier Marquis et Gilles Roussel, par le Premier ministre Manuel Valls pour rédiger le rapport de préfiguration de la Grande École du Numérique[source insuffisante]. Stéphane Distinguin en est le président depuis sa création.
En mai 2017, Stéphane Distinguin signe aux côtés de huit entrepreneurs européens, une pétition adressée à la Commission européenne afin de lutter contre les pratiques anti concurrentielles des plateformes. Cette lettre arrive quelques jours avant le bilan mi-mandat de la Commission Européenne en faveur du « marché numérique unique ».
En 2018, il est chargé de la Mission aides à l’innovation pour Bruno Le Maire et Frédérique Vidal.

## Militantisme culturel, entrepreneurial et européen
Stéphane Distinguin s'investit dans la vie associative en étant membre du conseil d’administration de plusieurs fonds ou associations :
- Le Fonds de Dotation ADIE[22] (permet à des personnes qui n'ont pas accès au système bancaire traditionnel de créer leur propre entreprise)
- L’association d’Unicef[23]
- Membre du Conseil d’administration de la Cité de la céramique – Sèvres & Limoges (depuis 2010)[24]

De 2018 à 2023, Stéphane Distinguin a été président de l'Association ESCP Europe Alumni.[réf. nécessaire]
En 2020, Stéphane propose l'idée de vendre la Joconde pour sauver la culture en temps de crise,, qu'il détaille deux ans plus tard dans un essai de 240 pages,.
En 2021, il est nommé pour représenter la France pour le choix du design des futurs billets de l’Euro.

## Contribution éditoriale
- Auteur du livre Et si on vendait la Joconde ? Plaidoyer pour une relance par l’économie de la création aux éditions JC Lattès[27]
- Chroniqueur pour Stratégies[30]
- Chroniqueur pour Libération[31]
- Préface du livre La Méthode Google écrit par Jeff Jarvis
- Préface du livre Tout nu sur le web : Plaidoyer pour une transparence maîtrisée écrit par Jeff Jarvis
- Chroniqueur pour Les Échos[32]

## Prix et récompenses
- 2008 : élu Personnalité de l’année par 01.net[33]
- 2014 : Membre de la Commission d’évaluation des politiques d’innovation[34]
- 2014 : élu Alumni of the Year par ESCP Europe[35]
- 2015 : Chevalier de l’ordre national du Mérite[36]
- 2019 : Chevalier de la Légion d'honneur[37]